# Explosion d'une ferme laitière au Texas en 2023
Le 10 avril 2023, une explosion se produit dans la ferme laitière géante de « South Fork », située à environ 10 milles (16 km) au Sud-Est de la ville de Dimmitt dans la région du Panhandle, au Texas, aux États-Unis. L'explosion est suivie d'un incendie qui a brûlé vives ou tué environ 18 000 vaches, et gravement blessé une employée de la ferme.
Cet accident est l'un des plus meurtriers pour un élevage (le plus meurtrier pour le bétail depuis au moins 10 ans). En quelques heures, 3 % des bovins laitiers du Texas sont morts sur ce site.

## Contexte
La South Fork Dairy Farm est une très grande installation de production laitière (plus de 2 100 000 pieds carrés (195 096 m2)) récemment construite à Dimmitt, au Texas, dans le comté de Castro qui est le second producteur laitier des États-Unis, avec plus de 147 000 000 livres (66 678 078 kg) de lait produit en février 2023, selon le département de l'Agriculture des États-Unis.
Cet élevage appartient à la société laitière du Texas, et selon les archives de l'État la ferme South Fork Dairy appartenait à la famille Brand. Frank Brand n'a pas souhaité parler aux journalistes.
Selon le major de Dimmitt (Roger Malone) dans une réponse à USA Today, cette ferme laitière a ouvert dans la région il y a un peu plus de trois ans, employant 50 à 60 personnes au moment de l'explosion.
Ce comté abrite 30 000 bovins selon le Texas Annual Dairy Review 2021.
En 2019, la Texas Commission on Environmental Quality a autorisé la « South Fork Dairy Farm » à doubler son cheptel (passant de 11 500 vaches laitières à 32 000), tout en lui permettant d'augmenter de 50 % sa production de fumier. Au moment de l'explosion, près de 19 000 bovins étaient présents sur place (vaches Holstein et Jersey pour l'essentiel),.

## Explosion
La police locale dit avoir reçu huit appels concernant l'accident juste avant 19 h 30, heure locale, le 10 avril 2023. Ces appels provenaient de résidents proches ou du site. Ils signalaient un fort bruit de détonation, suivi d'un énorme panache de fumée, visible à des kilomètres de la ferme.
Des appelants ont dit que certains employés étaient coincés dans le bâtiment de traite. Finalement, seule une femme a eu besoin d'être secourue, transportée par avion vers l'unité de soins intensif de l'hôpital UMC de Lubbock.
Après l'explosion, le feu s'est propagé rapidement vers les enclos couverts où des milliers de bovins étaient entassés y tuant la grande majorité du bétail.

## Conséquences
Environ 18 000 bovins sont morts dans l'incendie, soit l'équivalent d'environ 20 % du bétail abattu aux États-Unis un jour normal et presque de 3 % de la population de bovins laitiers de tout le Texas,.
L'incendie a été décrit par l'Animal Welfare Institute (AWI) comme l'un des incendies les plus meurtriers impliquant des animaux et l'incident lié au bétail le plus meurtrier depuis que l'institut a commencé à enregistrer ce type de catastrophes en 2013. Durant  cette période (10 ans), avant l'explosion de Dimmitt, les décès de vaches dans les incendies d'élevages avaient totalisé 7 300 animaux morts. L'AWI a plaidé auprès du gouvernement fédéral des États-Unis pour qu'il mette en œuvre des lois visant à réduire le nombre d'animaux tués dans de tels accidents. Les animaux brûlés lors d'incendies accidentels (6,5 millions d'animaux concernés en 10 ans aux USA) sont le plus souvent des volailles (plus de 90 % des décès). Avec le cas de South Fork, le nombre de bovins tués incendie est passé dans les statistiques américaines de l'ONG de 7 385 à 25 385 bovins.

### Coûts
Selon la juge Mandy Gfeller, du comté de Castro, chaque vache était estimée à environ 2 000 $ US. Les pertes financières, hors destruction d'équipements et de bâtiments, pourraient s'élever à des dizaines de millions de dollars.

## Cause potentielle
Le  shérif du comté de Castro, Sal Rivera, a expliqué à CNN dans un e-mail que l'explosion semble avoir été causée par une machine connue sous le nom de « honey badger » (« blaireau à miel » en français) ou « aspirateur à miel », qui est un système d'aspiration chargé de collecter le fumier, les urines et l'eau des  bâtiments. Il aurait pu avoir surchauffé, et enflammé du méthane issu de la fermentation du fumier. L'enquête doit aussi vérifier si, sous l'effet de l'explosion et de la température, l'isolant non ignifugé du bâtiment grand de près de 40 acres (16,18742568 ha) aurait pu propager le feu
dans le contexte d'une forte ventilation transversale du hangar.
Le prévôt des incendies du Texas a ouvert une enquête sur la cause de l'incendie et la société Dairy Management Inc. a dit s'en « remettre aux autorités compétentes pour déterminer les causes du feu ».

## Suites
Selon Sid Miller, commissaire à l'agriculture du Texas, dans un communiqué : « Il s'agit de l'incendie de ferme le plus meurtrier pour le bétail de l'histoire du Texas et l'enquête et le déblaiement risquent de prendre du temps ».

### Appel à réglementation
Des ONG de protection des animaux plaident pour plus de réglementation contre les incendies dans les mégafermes telles que South Fork Dairy, déplorant le fossé qui sépare les agriculteurs et éleveurs de bétail des zoos et aquariums en termes de normes de sécurité incendie et de bien-être animal.

### Gestion des cadavres
Sans animaux nécrophages capables de les manger en telle quantité, et sans services d'équarrissage adaptés, une solution d'élimination de ces cadavres (habituellement fortement non-recommandée) est la décomposition in situ. Mais ces près de 20 000 cadavres (de quoi couvrir 26 terrains de football selon USA Today) peuvent libérer, outre des odeurs insupportables, d'énormes quantités de gaz explosif et à effet de serre (méthane) et toxiques (sulfure d'hydrogène, ammoniac), a déclaré Mukhtar (expert et co-auteur d'un manuel sur l'élimination du bétail mort). Ces cadavres peuvent aussi être source de maladies, dont zoonotiques (fièvre charbonneuse, botulisme,  tuberculose, brucellose…).

L'élimination rapide d'un aussi grand nombre de carcasses pose aussi un problème nouveau, selon Mukhtar. La méthode habituelle aux USA est d'enterrer les carcasses dans une décharge qui les accepte et qui soit conçue pour protéger l'environnement. « Mais transporter autant de vaches mortes pour les enterrer ainsi serait long, coûteux et irréaliste » selon lui. Il existe des incinérateurs mobiles, mais qui ne peuvent traiter que trois ou quatre cadavres à la fois (et en consommant une grande quantité de carburant). Le compostage est théoriquement possible mais nécessiterait « une quantité insondable de matière organique — comme du foin mélangé à du fumier — pour couvrir les 18 000 animaux ».
L'enfouissement in situ pose des risques aigus de contamination de la nappe, du sol et de l'environnement par les « lixiviats » générés par la décomposition des cadavres.